# Исаковская (Двинское сельское поселение)
Исаковская — деревня в Верхнетоемском районе Архангельской области. Входит в состав сельского поселения «Двинское».

## География
Исаковская расположена на правом берегу реки Содонга (приток реки Ёрга). Юго-восточнее Исаковской находится деревня Корниловская.

## История
До 1918 года деревня Исаковская относилась к Корниловской волости Сольвычегодского уезда Вологодской губернии, после чего отошла вместе с уездом к вновь образованной Северо-Двинской губернии. В 1924 году Исаковская вошла в состав Верхнетоемского района. В 1929 году вместе с районом отошла к Северному краю. С 1937 года Исаковский сельсовет находится в Архангельской области. С 2006 года по 2014 год деревня входила в состав муниципального образования «Тимошинское».

## Население
| 2002 | 2010 |
| ---- | ---- |
| 104  | ↘63  |

На 1 января 2010 года в деревне числилось 95 человек, в том числе 47 пенсионеров.

### Карты
- Исаковская на карте Wikimapia
- [mapp38.narod.ru/map1/index67.html Топографическая карта P-38-67,68. Верхняя Тойма]
- Исаковская. Публичная кадастровая карта